# 非和声音
非和声音（ひわせいおん、英: nonchord tone, nonharmonic tone、独: Fremde Töne）または和声外音（わせいがいおん）とは、和音の構成音が隣接音度に移された音であり、和音の構成音以外のすべての音である。
非和声音は、メロディを華やかに飾るための主要な音として古来より用いられてきた。16世紀に確立したパレストリーナ様式 Palestrinas style の対位法音楽に、経過的不協和音、掛留不協和音、補助音的不協和音として非和声音が用いられているのがみられる。「伝統的な分類」における非和声音の名称は、対位法に由来する。
たとえばいまハ音上の長3和音（C Major triad）が響いているとする。この和音の構成音は、ハ音、ホ音、ト音（ド、ミ、ソ）である。この和音が響いているときに、ハ音、ホ音、ト音以外の音が響いていれば、それが非和声音である（これに対して和音の構成音を和声音と言う）。
|  |

非和声音は多くの場合、和声音に進行する。これを非和声音の解決と言う。
非和声音はいくつかの種類に分類される。

## 表記について
古典的なクラシック音楽の学習によく用いられる4声体で説明しているものもあるが、これらの非和声音がクラシック音楽でのみ用いられるということではない。クラシック、ジャズ、ポピュラー音楽など、和声に基づくさまざまな音楽でこれらの非和声音は用いられる。

## 非和声音の分類
非和声音の分類法は複数ある。本節ではそのいくつかを示す。伝統的な分類については2種示したが、名前は同じでも、それぞれ異なる非和声音を指していることがあるので、混乱しないよう、注意が必要である。

## 伝統的な分類1（東京芸術大学の教科書による）
東京芸術大学音楽学部で古典的な西洋音楽の和声の学習用に編纂された教科書「和声 理論と実習」による分類を示す。以降、本稿では「和声 理論と実習」をこの教科書の俗称である「芸大和声」と記す。
説明の簡便のため、非和声音をNCT (Non-Chord Tone) と表記する。NCTには＊印を付す。NCT（＊印）に先行する和声音をCT1、後続する（解決する）和声音をCT2と表記する（Chord Tone）。
譜例は四声体で示したが、実際の音楽では、非和声音はどのような編成のどの声部にも現れうる。

### 転位音について
転位とは和音の構成音が本来の位置から上または下に移されることで、そのようにして移された音を転位音と呼ぶ。これがすなわち非和声音である。芸大和声は、転位と転位音という概念で非和声音を説明する
しかし、転位の理解を助けるために補助的に伝統的な名称での分類も示し、従来の非和声音の分類と「おおむね一致する」としている。

### 刺繍音
刺繍音（ししゅうおん）は、先行和声音CT1から2度進行して非和声音NCTに進み、次に、反対方向に2度進行して後続和声音CT2に解決する。CT1とCT2は同じ高さでなければならない。CT1とCT2は、同じ高さであれば、同一の和音の構成音であっても、異なる和音の構成音であってもよい。NCTは、弱勢に置かれる。このような非和声音NCTを刺繍音と言う。
刺繍音は、補助音や隣接音とも呼ばれる。
|  |

### 経過音
経過音（けいかおん）は、先行和声音CT1から非和声音NCTに2度進行し、さらに同じ方向に2度進行して後続和声音CT2に解決する。CT1とCT2は、同一の和音の構成音であっても、異なる和音の構成音であってもよい。非和声音NCTは、弱勢に置かれる。このような非和声音NCTを経過音という。
|  |

### 倚音
倚音（いおん）は、ある和音が始まると同時に現れる非和声音NCTで、次の和音に進行しないうちに和声音CT2に2度進行して解決する。「ある和音」に先行する和音は、別の和音でもよいし、別の転回位置にある同じ和音でもよい。倚音は強勢に置かれる。
倚音は転過音または変過音とも呼ばれる。
※ 倚音はいきなり非和声音NCTから始まるため、先行する和声音CT1は存在しない。
|  |

#### 刺繍的倚音
倚音のうち、倚音NCTに先行する和声音CT1がCT2と同じ高さであった場合、そのような倚音を刺繍的倚音（ししゅうてきいおん）と呼ぶ。
|  |

#### 経過的倚音
倚音のうち、先行する和声音CT1 → 倚音NCT → 和声音CT2という旋律が、同じ方向に2度ずつ進行していた場合、そのような倚音を経過的倚音（けいかてきいおん）と呼ぶ。
|  |

### 後部倚音
刺繍音および経過音に似ているが、非和声音NCT先行する音が、刺繍音のCT1の条件にも経過音のCT1の条件にも当てはまらない場合、この非和声音NCTを後部倚音（こうぶいおん）と呼ぶ。これには、非和声音NCTに先行音が存在しない（休符）場合も含まれる。後部倚音は弱勢に置かれる。
|  |

### 掛留音
倚音NCTが先行和音の和声音CT1と結合している時、この非和声音NCTを掛留音（けいりゅうおん）と言う。必然的にCT1とNCTは同じ高さである。掛留音NCTは、次の和音に進行しないうちに和声音CT2に2度進行して解決する。
「結合」とは切れ目のない1つの音として演奏されるという意味であり、楽譜にどう書かれているかではない。譜例では2分音符と4分音符をタイで結合しているが、代わりに付点2分音符を用いても同じである。
なお、掛留音は倚音に含まない。

#### 下方掛留音
下方掛留音（かほうけいりゅうおん）とは、掛留音のうち上行して解決するものをいう。解決先の和声音CT2から見て掛留音NCTは下方にある。
|  |

### 先取音
先行和音の末尾にある非和声音NCTが、後続和音の先頭の和声音CTと同じ高さであるとき（保留されたとき）、この非和声音NCTを先取音（せんしゅおん）または先行音（せんこうおん）と言う。つまり、先取音という非和声音は、同じ高さの音に解決する。
|  |

### 逸音
まず先行和音の中で、和声音CT1が非和声音NCTに2度進行する。先行和音が後続和音に進行すると同時に、非和声音NCTは反対方向に3度進行して後続和音の和声音CT2に解決する。このような非和声音NCTを逸音（いつおん）と言う。
|  |

### 保続音
和声が変化しているのに、ある声部だけ同じ音を伸ばし続けることがある。この音を保続音（ほぞくおん）と言う。保続音は非和声音の中でも独特なものである。

#### 保続低音
保続音はどの声部にも現れうるが、バス（最低音の声部）に現れる保続音を特に保続低音（ほぞくていおん）と言う。
保続低音は、ふつうの和音と同じように和声機能を持つ。芸大和声では、保続低音が主音と属和音の場合について、特別に次のように名付け説明している。
1. 保続I（バスが主音の保続低音）はトニック（T）の機能を持つ（厳密には主和音Iの基本位置と同じ機能）。
2. 保続V（バスが属音の保続低音）はドミナント（D）の機能を持つ（厳密には属和音Vの基本位置と同じ機能）。

保続低音の機能は、上声部がどんな和声を演奏していても変化することはない。
芸大和声では非和声音を和音の構成音が「転位」したものとして捉えることは前述した。保続低音の機能は構成音の転位で説明される。
「保続I」は、主和音Iが基本位置でもともと響いているものと考える。保続低音の使用中、上声部には主和音Iの構成音ではない音が頻繁に現れる。芸大和声では、それらの非和声音は、主和音Iの構成音が転位した（音階の隣の音に一時的に変化した）ものとみなす。だから「保続I」の機能は常にトニックなのである。
「保続V」についても考え方は同じで、上声部がどのような動きをしていても、Vの基本位置の和音が続いているのである。
譜例の[V]　　　　　で示した部分は保続Vである。和声の機能としてはI→IV→V→Iに過ぎない。なお、（ ）で囲まれた部分の和音記号およびコードネームは、バスが存在しなければこのようにみなせるという仮のものであり、和声的な意味を表すものではない。
|  |

## 伝統的な分類2
芸大和声における分類に似ているが、若干異なる分類を示す。この分類法の特徴は、非和声音がアクセント付き accented かアクセントなし unaccented かを考慮しているところである。また、芸大和声では掛留音とひとまとめにしていた音を、この分類法では解決する方向により明確に区別している。
名前は同じでも、芸大和声とは異なる非和声音を指していることがあるので注意が必要である。
分類の概要は次の通り。
- 「順次進行－順次進行」型
  - 経過音（アクセント付き または アクセントなし）
  - 隣接音（アクセント付き または アクセントなし）＝刺繍音
- 「跳躍進行－順次進行」または「順次進行－跳躍進行」型
  - 倚音（アクセント付き）
  - 逸音（アクセントなし）
- 「保留－順次進行」または「順次進行－保留」型
  - サスペンション（アクセント付き）
  - リターデイション（アクセント付き）
  - 先取音（アクセントなし）
- 「保留－保留」型
  - 保続音（アクセント付き または アクセントなし）

### 用語の説明
- 順次進行 : 旋律が、2度の音程で次の音へ進むこと。
- 跳躍進行 : 旋律が、3度以上の音程で次の音へ進むこと。
- 保留 : 旋律が、時間が経過しても同じ高さにとどまること。

※これらの語は「芸大和声」で使用されているものを使用した。

### 隣接音（刺繍音）
順次進行で到達され、順次進行で解決する非和声音で、それぞれが反対方向に進行するとき、これを隣接音（りんせつおん、英: a neighbor tone (NT)）という。刺繍音はアクセント付きでもアクセントなしでもよい。
隣接音は刺繍音（ししゅうおん、仏: une broderie）または補助音 an auxiliary note (AUX) 、とも呼ばれる。
隣接音
a neighbor tone
NTアクセントなし隣接音 an unaccented neighbor tone。芸大和声の#刺繍音と同じ。
>NTアクセント付き隣接音 an accented neighbor tone。 芸大和声の#刺繍的倚音と同じ。
|  |

### 経過音
順次進行で到達され、順次進行で解決する非和声音で、進行方向が両方とも同じ時、これを経過音 a passing tone (PT) という。経過音はアクセント付きでもアクセントなしでもよい。
経過音
a passing tone
PTアクセントなし経過音 an unaccented passing tone。芸大和声の#経過音と同じ。
>PTアクセント付き経過音 an accented passing tone。 芸大和声の#経過的倚音と同じ。
|  |

### 倚音
跳躍進行で到達され、反対方向に順次進行で解決する非和声音を、倚音 an appoggiatura (APP) という。倚音は常にアクセント付きである。
倚音 APP
an appoggiatura
譜例(a)芸大和声の#倚音と同じ。
譜例(b)芸大和声の#経過的倚音に相当。
譜例(c)芸大和声の#刺繍的倚音に相当。
|  |

### サスペンション
同じ音高で到達され、2度下行して解決する非和声音をサスペンション a suspension  (SUS) という。サスペンションは常にアクセント付きである。サスペンションは芸大和声の#掛留音の定義に当てはまるが、そのうち下行して解決するもののみをサスペンションという。
サスペンションにはその過程で、同じ声部の中に次のような関連する3つの音が存在する。
予備音 a preparationサスペンションに先立つ、先行和音の和声音。
サスペンション音 a suspension後続和音に進行してもなお、予備音と同じ高さの音を演奏し続けている。かつ、予備音と切れ目なく結合している。この音は後続和音にとって非和声音でなければならない。
解決音 a resolutionサスペンションが2度下行してたどり着く和声音。
サスペンションは、バス声部の音からサスペンション音までの音程により、次のようにさらに細かく分類される。1つ目の数字はバス音からサスペンション音までの音程を、2つ目の数字はバス音から解決音までの音程を表す。
| 名称                                | 記号    | 備考                   |
| ----------------------------------- | ------- | ---------------------- |
| 4-3 サスペンション a 4-3 suspension | 4-3 SUS |                        |
| 6-5 サスペンション a 6-5 suspension | 6-5 SUS |                        |
| 7-6 サスペンション a 7-6 suspension | 7-6 SUS |                        |
| 9-8 サスペンション a 9-8 suspension | 9-8 SUS |                        |
| 2-3 サスペンション a 2-3 suspension | 2-3 SUS | バス声部特有に現れる。 |

|  |

### リターデイション
同じ音高で到達され、2度上行して解決する非和声音をリターデイション a retardation (RE) という。リターデイションは常にアクセント付きである。
芸大和声ではサスペンションとリターデイションを合わせて#掛留音と呼んでいる。リターデイションと同じ意味で#下方掛留音という用語も使われている。
|  |

### 先取音
順次進行で到達され、同じ高さの音に解決する非和声音を先取音 an anticipation (ANT)という。先取音は常にアクセントなしである。
|  |

### 逸音
順次進行で到達され、反対方向に跳躍進行で解決する非和声音を、逸音 an escape tone (ET) またはエシャペ échappée という。逸音は常にアクセントなしである。
|  |

### 二重刺繍音
順次進行で第1の非和声音に到達され、反対方向に3度跳躍進行して第2の非和声音に進み、さらに反対方向に順次進行で解決する非和声音を、二重刺繍音 changing tones (CT) と言う。
これは、第1の非和声音の解決が、第2の非和声音を通過することで先送りされたものと考えることができ、伝統的な和声学で連続刺繍音（れんぞくししゅうおん）と呼ばれるもののひとつである。
二重刺繍音は通常、アクセントなしである。
|  |

### 保続音
保続音 a pedal point (PED) /  a pedal / an organ point とは、他の声部の和声が移り変わる間ずっと伸ばし続けられている音である。同じ高さの連続音で、時に和声音であり、時に非和声音である。保続音はアクセントなしでもアクセント付きでもよい。
次の譜例は、機能的にはただVがIに進行しただけである。譜例中のコードネームはバスが存在しなければこのようにもみなせるという仮のものであり、和声的な意味を表すものではない。これは#サスペンションの例にもなっている。
|  |

#### 反転された保続音
バス以外の声部に現れる保続音を、an inverted pedal point（反転された保続音）と言う。

#### 二重保続音
複数の異なる音高の保続音が同時に現れることがある。このうち、2 つの保続音によるものを、二重保続音 a double pedal point と言う。

## テンションとアプローチ・ノートによる分類
メロディは和声音と非和声音から構成される。このうち非和声音はテンション a tension note とアプローチ・ノート an approach note に分類される。
テンションおよびアプローチ・ノートは、ジャズやポピュラー音楽でメロディを分析する際に用いられる非和声音の分類法であり、同時に、単純なメロディを豊かにするための考え方でもある。

### テンション
ある音階上にある和音が位置した時、音階を構成する音は和声音と非和声音とに分かれる。そのうち、その和音と同時に鳴らしても和音の機能 the function of a chord を壊さない非和声音をテンションと言う。そして、その「ある音階」のことをアヴェイラブル・ノート・スケール a chord scale と言う。
調性音楽において、和音の機能、テンション、およびアヴェイラブル・ノート・スケールの三者は、切り離して考えることはできない。

#### テンションの2面性
テンションは次の2つの特性を持つ。

##### 非和声音としての性格
すべてのテンションは非和声音であるから、非和声音として扱われることがある。
テンションは、和声音が#転位したものとみなせるので、元の位置に解決することがある。これをテンション・リゾルブ resolution of tension と言う。

##### 和声音に準ずる音としての性格
テンションは、メロディの骨格をなす音として、和声音と同等に使用されることもある。

### アプローチ・ノート
アプローチ・ノートは、メロディの骨格となる音へ上下2度からアプローチしてメロディを装飾する付加的な非和声音で、比較的短い音価であることが多い。
アプローチ・ノートは、和声音またはテンションにアプローチして解決する。

#### 伝統的な分類との相違点
非和声音はテンションとアプローチ・ノートに分かれるが、アプローチ・ノートはさらに細分される。
伝統的な非和声音の分類法では、分類において次の事柄が考慮される。
- 非和声音それ自体と、その前後にある2つの和声音との関係
- 非和声音がどこに置かれるか（強勢か弱勢か、和音や低音位〔バスの音高〕の変わり目かそうでないか）

アプローチ・ノートの分類法では、これらは考慮されない。
アプローチ・ノートの分類法で考慮されるのは、非和声音（アプローチ・ノート）そのものと、後続の解決音との関係である。
アプローチ・ノートは次のように分類される。

#### スケールワイズ・アプローチ
音階に沿って和声音にアプローチするアプローチ・ノートをスケールワイズ・アプローチ a scalewise approach（音階に沿ったアプローチ）という。
音階に沿ってアプローチするためには、音階（アヴェイラブル・ノート・スケール）が決まらなければならない。いま、和音Dm7がハ長調のIIm7の和音として用いられているとする。ハ長調の音階は C major scale であるから、II度の和音Dm7に合わせてD音から始めると、D Dorian scale が得られる。スケールワイズ・アプローチでは、こうして決まった音階（ここでは D Dorian scale）に沿って目的の音にアプローチする。
譜例 (a) は和声音（C.T.）のみで作られたメロディである。これをスケールワイズ・アプローチで修飾するとたとえば譜例 (b) のようになる。逆に、譜例 (b) のようなメロディがあるとき、アプローチ・ノートを分析して取り除くと譜例 (a) のような簡略化されたメロディが得られる。
|  |

#### クロマティック・アプローチ
アプローチ・ノートが短2度の音程で和声音にアプローチするとき、これをクロマティック・アプローチ a chromatic approach（半音によるアプローチ）という。
譜例 (a) は和声音（C.T.）のみからなる簡単なメロディである。これをクロマティック・アプローチで装飾すると、たとえば譜例 (b) のようになる。逆に、譜例 (b) のようなメロディをアプローチ・ノートの考え方で分析し、それらを取り除くと譜例 (a) のような簡略化されたメロディが得られる。
|  |

#### ディレイド・リゾルブ・アプローチ
2つのアプローチ・ノートが反対方向から連続して2度で和声音にアプローチするとき、これをディレイド・リゾルブ・アプローチ a delayed resolve approach （遅れて解決するアプローチ）またはインディレクト・レゾリューション an indirect resolution (IR)（曲がりくねった解決）という。
譜例 (a) は和声音（C.T.）のみからなる簡単なメロディである。これをディレイド・リゾルブ・アプローチで装飾すると、たとえば譜例 (b) のようになる。逆に、譜例 (b) のようなメロディをアプローチ・ノートの考え方で分析し、それらを取り除くと譜例 (a) のような簡略化されたメロディが得られる。
|  |

#### ダブル・クロマティック・アプローチ
2つのアプローチ・ノートが短2度ずつ同じ方向に連続して和声音にアプローチするとき、これをダブル・クロマティック・アプローチ a double chromatic approach（2つの半音によるアプローチ）という。
譜例 (a) は和声音（C.T.）のみからなる簡単なメロディである。これをダブル・クロマティック・アプローチで装飾すると、たとえば譜例 (b) のようになる。逆に、譜例 (b) のようなメロディをアプローチ・ノートの考え方で分析し、それらを取り除くと譜例 (a) のような簡略化されたメロディが得られる。
|  |

### アプローチ・ノートによるメロディの分析
アプローチ・ノートはメロディを分析し、また豊かにするための概念なので、その過程の一例を示す。
次のメロディを分析すると、赤色で示したアプローチ・ノートを見出すことができる。
|  |

アプローチ・ノートを取り除くと、上の旋律は和声音とテンションのみを骨格とする簡単なものであることがわかる。
|  |

こうして得られたメロディに、オリジナルとは別な風にアプローチ・ノートを付加してみる。たとえば次のように：
|  |

アプローチ・ノートは基本的には非和声音であるが、和声音と一致していてもアプローチ・ノートとみなしうる場合もある。

## 補足事項

### 旋律的先取音とリズミックな先取音
先取音についてここで補足する。
前述の伝統的な分類で示した先取音は、次の譜例のように同じ音を2度発音する。このような慣例的な先取音を旋律的先取音 a melodic anticipation と言う。
|  |

これに対し、先取した音とその後続音とを1音に結合したものを、リズミックな先取音 a rhythmic anticipation と言う。これはシンコペーションの技法の一つで、メロディにリズム感を与えるために、ジャズやポピュラー音楽でよく用いられる。
譜例 (a) のメロディにリズミックな先取音を適用すると譜例 (b) のようになる。
|  |

### 2次転位音
2次転位音とは、芸大和声において、#転位音（＝非和声音）がさらに転位した音である。
次の譜例 (a) は、複雑に見えるが、(b) の#倚音（A音）がさらに転位して、#刺繍音（B音）が現れたものである。
|  |

次の譜例 (a) の＊印も2次転位音である。(b) に示した#経過音PTに刺繍音が付加されていることがわかる。注目すべきは、＊印で示される2次転位音は、どれも和声音と一致しているということである。このような場合、芸大和声はこれらを和声音ではなく非和声音（転位音）とみなす。#アプローチ・ノートは本来非和声音だが、場合によっては和声音がアプローチ・ノートとみなされることと似ている（#アプローチ・ノートによるメロディの分析を参照）。
|  |